# Karel Podgornik
Karel Podgornik, slovenski pravnik in politik, * 16. februar 1878, Čepovan, 28. januar 1962, Solkan. 

## Življenje in delo
Gimnazijo je 1891 končal v Gorici in nato v Gradcu študiral pravo. Še pred diplomo je bil pripravnik v odvetniški pisarni dr. Henrika Tume v Gorici in že takrat pričel javno in politično delovati v liberalnem taboru. Leta 1907 je v Gorici postal član izvršnega odbora Narodno napredne stranke. Zelo aktiven je bil tudi v društvu Narodna prosveta, katerega je 1904 ustanovil in bil njegov dolgoletni predsednik. To društvo je bila osrednja prosvetna organizacija liberalcev na Goriškem, imelo je bogato knjižnico in razvito gledališko dejavnost. Bil je tudi tajnik Pevskega in glasbenega društva v Gorici, starešina  pri akademskem društvu Adrija, deloval pa je tudi v kolesarskem društvu Gorica. Ob začetku 1. svetovne vojne je bil mobiliziran v avstrijsko vojsko. Avgusta 1918 se je vrnil v Gorico in kmalu nato vstopil v politično delovanje. Vključil se je v enotno politično društvo Edinost za področje Julijske krajine. 15. maja 1921 je bil na listi Jugoslovanske narodne stranke izvoljen v italijanski parlament. Njegov prvi nastop v parlamentu je bil povezan s problematiko šolstva Slovencev in Hrvatov v Slovenskem Primorju in Istri. Zavzemal se je tudi za uporabo slovenščine v javnosti in v zvezi s tem skupaj z Josipom Vilfanom predlagal resolucijo naj vlada omogoči slovenskemu prebivalstvu, da v javnosti svobodno uporablja slovenščino v občevanju z oblastmi. Po fašistični prepovedi slovenskega javnega delovanja se je posvetil odvetniškemu poklicu. Policija ga je do 2. svetovne vojne ves čas strogo nadzorovala. Ob napadu na Kraljevino Jugoslavijo je bil nekaj časa zaprt v taborišču Urbisaglia (pokrajina Macerata). Osvobodilni fronti se je pridružil leta 1942. Javni delavec je ostal tudi po letu 1945. 10. avgusta 1947 je bil izvoljen za prvega predsednika Demokratične fronte Slovenije? v Gorici. Zaradi italijanskih šovinistov in njihovega ustrahovanja se je ob priključitvi Slovenske Primorske k Jugoslaviji 1947 preselil v Solkan.